# دولت وفاق ملی
دولت وفاق ملی (GNA; عربی: حکومة الوفاق الوطنی‎) یک دولت موقت در لیبی بود که بر پایه شرایط توافقنامه سیاسی لیبی، یک ابتکار تحت رهبری سازمان ملل متحد، که در ۱۷ دسامبر ۲۰۱۵ امضا شد، تشکیل شد. این توافق به اتفاق آرا توسط شورای امنیت سازمان ملل متحد تأیید شد و شورای امنیت، از تشکیل شورای ریاست‌جمهوری لیبی استقبال کرد و دولت وفاق ملی را به عنوان تنها مرجع اجرایی مشروع در لیبی، به رسمیت شناخت. در ۳۱ دسامبر ۲۰۱۵، عقیله صالح عیسی، رئیس مجلس نمایندگان لیبی، حمایت خود را از توافقنامه سیاسی لیبی اعلام کرد. کنگره ملی عمومی از دولت وفاق ملی در چندین جبهه انتقاد کرده است که به نفع پارلمان رقیب خود یعنی مجلس نمایندگان است.